# 苏联之友
“苏联之友”（FSU）是二十世纪三十年代世界各国左倾人士组建的亲苏组织。

## 历史
1927年十月革命十周年，各国对苏友好组织（friendship societies）在莫斯科相聚。共产国际借此推动组建了苏联之友国际协会（International Association of Friends of the Soviet Union），以推动各国左倾人士建立各种亲苏公开群众组织，以协同打破西方世界对苏的不承认与封锁遏制禁运，巩固苏联一国建设社会主义的努力。 1927年11月10-12日在全苏工会大厦召开了成立大会，40个国家的917名代表出席。领袖人物是克拉拉·蔡特金与亨利·巴比塞。
此后各国陆续组建了各自的苏联之友群众组织。

## 各国的苏联之友的组建
- 美国：苏俄之友（英语：Friends of Soviet Russia）成立于1921年8月。出版月刊《今日苏俄》（Soviet Russia Today）。
- 德国：新俄罗斯之友协会（英语：Association of Friends of the New Russia）
- 英国：不干涉俄罗斯（英语：Hands Off Russia）
- 澳大利亚：1930年成立苏联之友，1930年代中期被查禁。[5]随后组建澳大利亚苏联友协（英语：Australia-Soviet Friendship League）。[6]
- 墨西哥：1942年成立Amigos de la Union Sovietica combatiente。[7]
- 挪威：1928年组建Sovjet-Unionens venner[8][9]1940年8月16日吉斯林政府查禁该组织。[10]
- 罗马尼亚：1934年春组建罗马尼亚苏联友协（英语：Romanian Society for Friendship with the Soviet Union）[11]。当年11月被Gheorghe Tătărescu（英语：Gheorghe Tătărescu）政府查禁。1935年5月成立保持罗马尼亚语苏联文化联系协会（Society for Maintaining Cultural Links between Romania and the Soviet Union），1938年再被查禁。[11]
- 南非：1930年组建苏联之友群众组织。在印度裔人群中影响广泛。[12]
- 西班牙：1925年组建Amigos de la Union Sovietica (AUS)。在西班牙内战后被查禁。
- 瑞典：Sovjet-Unionens vänner成立于1930年。[13][14]

## 中国的苏联之友
- 1931年“九一八事变”爆发之后，张闻天与胡愈之参加了在上海秘密举办的“苏联之友”进步青年座谈会。《世界知识》杂志与苏联之友的成员有着密切的关系
- 1933年春，田汉、安娥、任光、聂耳、张曙等在上海苏联之友社内建立的音乐小组（又称“中苏音乐学会”或“中国新兴音乐研究会”）[15] ，创作的许多群众歌曲和抒情歌曲流传至今。
- 1933年秋，金仲华与胡愈之、钱俊瑞、钱亦石、曹亮、张仲实、沈志远、毕云程、张明养、王纪元、章乃器等在中共上海中央局领导下，在上海组建了“苏联之友社”秘密外围组织，研究和介绍社会主义，宣传中国共产党的抗日救亡主张。1936年至1937年，钱亦石任中国社会科学家联盟（“社联”）党团书记、“文委”成员以及 “苏联之友社”的党团书记。[16]
- 1945年8月苏军歼灭日本关东军后，在中国东北各地组建了地方性的“苏联之友”组织。